# Francis Marion
Brigadni general Francis Marion (okoli 1732 – 27. februar 1795), znan tudi kot "Močvirska lisica (Swamp Fox)", je bil ameriški vojaški častnik, plantažnik in politik, ki je služil med francosko in indijansko vojno ter revolucionarno vojno. Med ameriško revolucijo je Marion podpiral patriotsko gibanje in se pridružil kontinentalni vojski, kjer se je boril proti britanskim silam na južnem bojišču ameriške revolucionarne vojne od leta 1780 do 1781.
Čeprav nikoli ni poveljeval večji enoti redne vojske ali bil poveljnik v večjem spopadu, je Marionova vešča uporaba partizanskega vojskovanja proti Britancem privedla do tega, da ga imajo za enega od očetov gverilskega in manevrskega vojskovanja, njegove taktike pa so del sodobne vojaške doktrine 75. rangerskega polka ameriške vojske.